# 鈕扣與蝴蝶結
《鈕扣與蝴蝶結》（英語：Buttons and Bows），是一首美國流行歌曲，由Jay Livingston創作的音樂和Ray Evans所作的歌詞。
這首歌曲是在1947年出版，歌曲是為了Bob Hope和Jane Russell電影The Paleface所出品的，並且贏得了奧斯卡最佳原創歌曲獎。
2004年，它在AFI百年百大電影歌曲中獲得了第八十七名。
這首歌最受歡迎的版本是在1947年由Dinah Shore錄製的，並在次年登上告示牌冠軍單曲。

## 在大眾文化上
大西洋飲料公司，廣告產品蘋果西打由此音樂變奏作為廣告配樂，廣告亦在台灣播出。